# Provincias de Kazajistán
Kazajistán está dividido en 17 provincias (en kazajo: облыстар, romanizado: oblystar; sg облыс, oblys; en ruso: области, romanizado: oblasti; sg область, oblast). Las provincias se subdividen a su vez en distritos (en kazajo: аудандар, romanizado: audandar; sg аудан, audan; en ruso: районы, romanizado: rayony; sg район, rayon). Tres ciudades, Alma Ata, Shymkent y la capital, Astaná, no pertenecen a sus provincias circundantes.
El 16 de marzo de 2022, el presidente kazajo, Kasim-Yomart Tokáev, anunció la creación de tres nuevas provincias. La provincia de Abai se creó a partir de la provincia de Kazajistán Oriental con su capital en Semey. La provincia de Ulytau se creó a partir de la provincia de Karagandá con su capital en Jezkazgan. La provincia de Jetisu se creó a partir de la provincia de Almatý con su capital en Taldykorgan; La capital de la provincia de Almaty se trasladó de Taldykorgan a Konaev.

## Provincias
| Mapa de localización | Nombre                   | Tipo      | Capital     | Nombre completo en kazajo                             | Nombre completo en ruso                                          | Hora estándar |
| -------------------- | ------------------------ | --------- | ----------- | ----------------------------------------------------- | ---------------------------------------------------------------- | ------------- |
|                      | Abai                     | Provincia | Semey       | Абай облысы Abai oblysy                               | Абайская область Abaiskaya Oblast′                               | UTC+06:00     |
|                      | Akmolá                   | Provincia | Kokshetau   | Ақмола облысы Aqmola oblysy                           | Акмолинская область Akmolinskaya Oblast′                         | UTC+06:00     |
|                      | Aktobé                   | Provincia | Aktobé      | Ақтөбе облысы Aqtöbe oblysy                           | Актюбинская область Aktyubinskaya Oblast′                        | UTC+05:00     |
|                      | Almatý                   | Ciudad    | Ciudad      | Алматы қаласы Almaty qalasy                           | город Алматин gorod Almaty                                       | UTC+06:00     |
|                      | Almatý                   | Provincia | Konaev      | Алматы облысы Almaty oblysy                           | Алматинская область Almatinskaya Oblast′                         | UTC+06:00     |
|                      | Astaná                   | Ciudad    | Ciudad      | Астана қаласы Astana qalasy                           | город Астана gorod Astana                                        | UTC+06:00     |
|                      | Atirau                   | Provincia | Atirau      | Атырау облысы Atyrau oblysy                           | Атырауская область Atyrauskaya Oblast′                           | UTC+05:00     |
|                      | Baikonur                 | Ciudad    | Ciudad      | Байқоңыр қаласы Baiqoñyr qalasy                       | город Байконур gorod Baykonur                                    | UTC+05:00     |
|                      | Kazajistán Occidental    | Provincia | Oral        | Батыс Қазақстан облысы Batys Qazaqstan oblysy         | Западно-Казахстанская область Zapadno-Kazakhstanskaya Oblast′    | UTC+05:00     |
|                      | Kazajistán Oriental      | Provincia | Oskemen     | Шығыс Қазақстан облысы Şyğys Qazaqstan oblysy         | Восточно-Казахстанская область Vostochno-Kazakhstanskaya Oblast′ | UTC+06:00     |
|                      | Kazajistán Septentrional | Provincia | Petropavl   | Солтүстік Қазақстан облысы Soltüstık Qazaqstan oblysy | Северо-Казахстанская область Severo-Kazakhstanskaya Oblast′      | UTC+06:00     |
|                      | Jambyl                   | Provincia | Taraz       | Жамбыл облысы Jambyl oblysy                           | Жамбылская область Zhambylskaya Oblast′                          | UTC+06:00     |
|                      | Jetisu                   | Provincia | Taldykorgan | Жетісу облысы Jetısu oblysy                           | Жетысуская область Zhetysuskaya Oblast′                          | UTC+06:00     |
|                      | Karagandá                | Provincia | Karagandá   | Қарағанды облысы Qarağandy oblysy                     | Карагандинская область Karagandinskaya Oblast′                   | UTC+06:00     |
|                      | Kostanái                 | Provincia | Kostanái    | Қостанай облысы Qostanai oblysy                       | Костанайская область Kostanayskaya Oblast′                       | UTC+06:00     |
|                      | Kyzylorda                | Provincia | Kyzylorda   | Қызылорда облысы Qyzylorda oblysy                     | Кызылординская область Kyzylordinskaya Oblast′                   | UTC+05:00     |
|                      | Mangystau                | Provincia | Aktau       | Маңғыстау облысы Mañğystau oblysy                     | Мангыстауская область Mangystauskaya Oblast′                     | UTC+05:00     |
|                      | Pavlodar                 | Provincia | Pavlodar    | Павлодар облысы Pavlodar oblysy                       | Павлодарская область Pavlodarskaya Oblast′                       | UTC+06:00     |
|                      | Shymkent                 | Ciudad    | Ciudad      | Шымкент қаласы Şymkent qalasy                         | город Шымкент gorod Shymkent                                     | UTC+06:00     |
|                      | Turkestán                | Provincia | Turkestán   | Түркістан облысы Türkıstan oblysy                     | Туркестанская область Turkestanskaya Oblast′                     | UTC+06:00     |
|                      | Ulytau                   | Provincia | Jezkazgan   | Ұлытау облысы Ūlytau oblysy                           | Улытауская область Ulytauskaya Oblast′                           | UTC+06:00     |

### Estadísticas demográficas
| El porcentaje de la población europea por distritos y ciudades de subordinación provincial y republicana Kazajistán en 2022 ≥70% 60.0 – 69.9% 50.0 – 59.9% 40.0 – 49.9% 30.0 – 39.9% 20.0 – 29.9% 10.0 – 19.9% 0.0 – 9.9% |

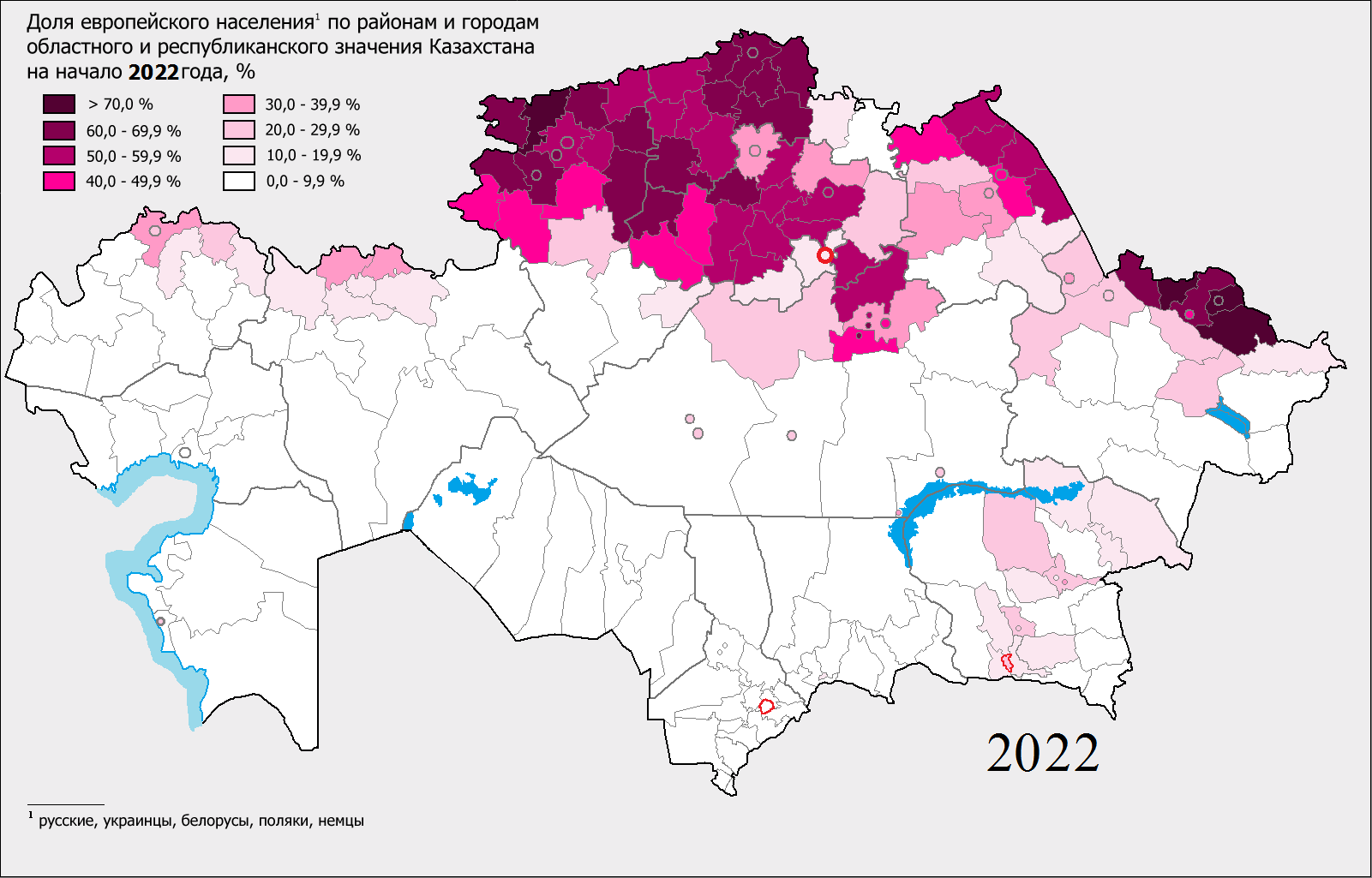

En 2022 se crearon tres nuevas provincias: Abai (de una parte de Kazajistán Oriental), Jetisu (de una parte de la provincia de Alma Ata) y Ulytau (de una parte de la provincia de Karagandá). En la tabla siguiente, los totales de población de 2009 se han modificado para reflejar la población de las nuevas provincias o modificadas.
| Entidad                  | Capital     | Área (km²) | Población (2009) | Población (2022) | Densidad (2022) | ISO 3166-2 |
| ------------------------ | ----------- | ---------- | ---------------- | ---------------- | --------------- | ---------- |
| Provincia de Abai        | Semey       | 185 500    | 654 423          | 610 183          | 3.29            | KZ-        |
| Provincia de Akmolá      | Kokshetau   | 146 219    | 737 495          | 786 012          | 5.38            | KZ-AKM     |
| Provincia de Aktobé      | Aktobé      | 300 629    | 757 768          | 924 845          | 3.08            | KZ-AKT     |
| Almatý                   | Almatý      | 682        | 1 449 696        | 2 147 113        | 3 148.26        | KZ-ALA     |
| Provincia de Almatý      | Konaev      | 105 100    | 1 103 237        | 1 497 025        | 14.24           | KZ-ALM     |
| Astaná                   | Astaná      | 797        | 613 006          | 1 340 782        | 1 682.29        | KZ-AST     |
| Provincia de Atirau      | Atirau      | 118 631    | 510 377          | 689 674          | 5.81            | KZ-ATY     |
| Baikonur                 | Baikonur    | 57         | 36 175           | 34 544           | 606.04          | KZ-BAY*    |
| Provincia de Jambyl      | Taraz       | 144 264    | 1 022 129        | 1 215 482        | 8.43            | KZ-ZHA     |
| Provincia de Jetisu      | Taldykorgan | 118 500    | 620 593          | 698 952          | 5.90            | KZ-        |
| Kazajistán Occidental    | Oral        | 151 339    | 598 880          | 686 655          | 4.54            | KZ-ZAP     |
| Kazajistán Oriental      | Oskemen     | 97 700     | 742 170          | 730 818          | 7.48            | KZ-VOS     |
| Kazajistán Septentrional | Petropavl   | 97 993     | 596 535          | 534 966          | 5.46            | KZ-SEV     |
| Provincia de Karagandá   | Karagandá   | 239 100    | 1 118 036        | 1 134 146        | 4.74            | KZ-KAR     |
| Provincia de Kostanái    | Kostanái    | 196 001    | 885 570          | 832 445          | 4.25            | KZ-KUS     |
| Provincia de Kyzylorda   | Kyzylorda   | 226 019    | 678 794          | 830 901          | 3.68            | KZ-KZY     |
| Provincia de Mangystau   | Aktau       | 165 642    | 485 392          | 761 401          | 4.60            | KZ-MAN     |
| Provincia de Pavlodar    | Pavlodar    | 124 800    | 742 475          | 754 829          | 6.05            | KZ-PAV     |
| Shymkent                 | Shymkent    | 1 163      | 730 873          | 1 184 113        | 1 018.15        | KZ-        |
| Provincia de Turkestán   | Turkestán   | 116 100    | 1 738 484        | 2 110 502        | 18.18           | KZ-TUR     |
| Provincia de Ulytau      | Jezkazgan   | 188 900    | 223 664          | 221 014          | 1.17            | KZ-        |

### Antiguos límites administrativos

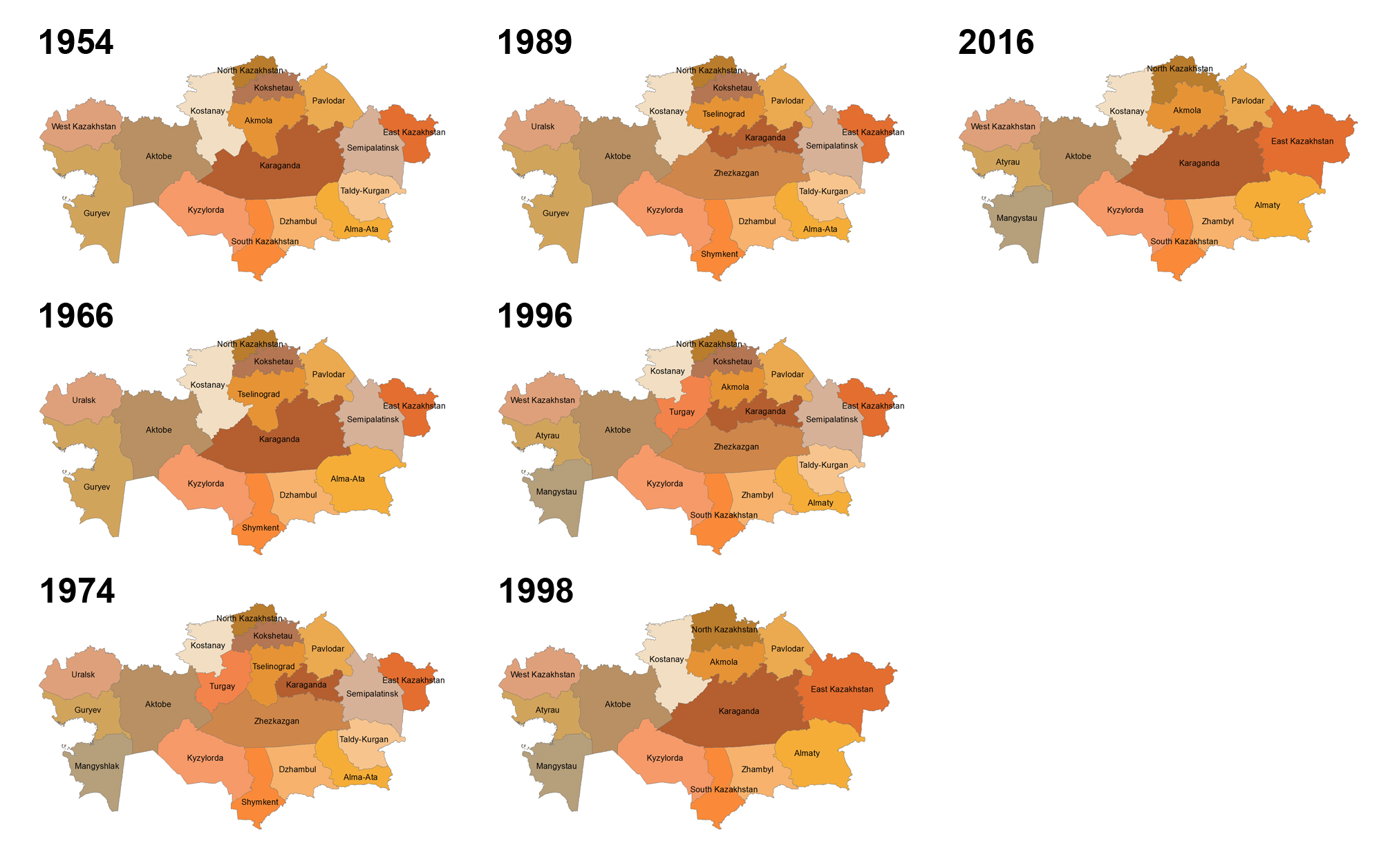
Cambio de nombres y límites de los oblys desde 1954 hasta hoy

En los últimos 60 años, tanto la distribución como los nombres de las provincias de Kazajistán han cambiado considerablemente. Los principales cambios fueron varias fusiones y escisiones entre Guryev y Mangystau, Karaganda y Dzhezkazgan, Almaty y Taldy-Kurgan, Kazajistán Oriental y Semipalatinsk y Kostanái, Turgay y Tselinograd, respectivamente. Los cambios en los nombres de las provincias coincidieron a menudo con el cambio de nombre de las ciudades, como en el caso de Alma Ata/Almatý. Tras la reforma administrativa de 1997, el último cambio ocurrido desde entonces tuvo lugar en 1999, cuando partes del norte de Kazajistán que originalmente pertenecían a la provincia de Kokshetau pasaron a formar parte de Akmola. Las fusiones de los años 90 se hicieron para diluir la población rusa en la provincia resultante y evitar que hubiera provincias en las que los rusos fueran mayoría.